# Bộ Giáo dục và Đào tạo
Bộ Giáo dục và Đào tạo (nói ngắn gọn hơn là Bộ Giáo dục), là cơ quan của Chính phủ Việt Nam, thực hiện chức năng quản lí nhà nước đối với giáo dục mầm non, giáo dục phổ thông, giáo dục nghề nghiệp, giáo dục đại học, giáo dục thường xuyên; phát triển kỹ năng nghề; quản lý nhà nước về tiếng Việt và tiếng các dân tộc; quản lí nhà nước các dịch vụ sự nghiệp công thuộc phạm vi quản lí nhà nước của bộ.

## Lịch sử

#### Giai đoạn trước Cách mạng tháng 8 năm 1945
Nền giáo dục Nho học của nhà nước phong kiến Việt Nam từ thế kỷ XI trải qua các thời: Lý, Trần, Hồ, Hậu Lê, Tây Sơn, Nguyễn. Sự xuất hiện của yếu tố phương Tây trong nền giáo dục Việt Nam khởi đầu từ cuộc truyền giáo của các giáo sĩ phương Tây bắt đầu từ thời Trịnh – Nguyễn phân tranh. Sự ra đời và sử dụng rộng rãi chữ Quốc ngữ theo bảng chữ cái Latin trong nhà trường từ cuối năm 1919 đã báo hiệu sự chấm dứt nền cựu học truyền thống Nho giáo để thay thế bằng hệ thống tân học của chủ nghĩa thực dân Pháp.
Cũng trong thời kỳ cuối thế kỷ XIX đầu thế kỷ XX, trào lưu giáo dục Duy Tân yêu nước của Phan Bội Châu, Lương Văn Can và Nguyễn Quyền đã khởi xướng cho khuynh hướng thực học, sử dụng chữ Quốc ngữ trong dạy và học, tiếp cận với các khoa học tự nhiên và kỹ nghệ, từ bỏ lối học từ chương khoa cử.

#### Giai đoạn 1945–1954
Cách mạng tháng Tám thành công, Nhà nước Việt Nam Dân chủ Cộng hòa được thành lập, lịch sử giáo dục nước nhà sang một trang mới. Bộ Quốc gia Giáo dục là một trong những Bộ – thành viên Chính phủ – được thành lập ngay từ những ngày đầu. Bộ trưởng đầu tiên là ông Vũ Đình Hòe. Ngày 2/3/1946, trong kỳ họp thứ nhất, Quốc hội khóa I, Bộ đổi tên thành Bộ Giáo dục và ông Đặng Thai Mai được cử làm Bộ trưởng Bộ Giáo dục (thay ông Vũ Đình Hòe sang làm Bộ trưởng Bộ Tư pháp).
Chính phủ đã ký sắc lệnh quan trọng thành lập Nha bình dân học vụ, chống nạn mù chữ. Cùng với việc chống nạn mù chữ, Chính phủ Việt Nam Dân chủ Cộng hòa đã có những chủ trương cải tổ và xây dựng bước đầu đối với toàn bộ hệ thống giáo dục quốc gia.
Tháng 11/1946, trong kỳ họp thứ 2, Quốc hội khóa 1, ông Nguyễn Văn Huyên được cử làm Bộ trưởng Bộ Quốc gia Giáo dục. Bộ Quốc gia giáo dục gồm Văn phòng Bộ và các nha: Đại học vụ, Trung học vụ, Tiểu học vụ và Nha Bình dân học vụ.
Trong kháng chiến toàn quốc, Bộ đã sơ tán và di chuyển cơ quan từ Thủ đô về nông thôn, từ Hà Đông, Phú Thọ đến Tuyên Quang và An toàn khu.
Năm 1950, Trung ương Đảng và Chính phủ đã quyết định tiến hành cuộc cải cách giáo dục. Cuộc cải cách này quyết định thực hiện hệ thống trường phổ thông 9 năm và chương trình giảng dạy mới. Giai đoạn này cũng đánh dấu việc thành lập Công đoàn Giáo dục Việt Nam (tháng 7/1951).
Trong 9 năm kháng chiến chống thực dân Pháp, sự nghiệp giáo dục từ phổ thông đến đại học không những được duy trì và không ngừng phát triển mà còn có sự biến đổi về chất. Các trường từ giáo dục phổ thông đến đại học đều giảng dạy bằng tiếng Việt. Cuộc cải cách giáo dục năm 1950 đến 1954 dù có mặt còn hạn chế, nhưng đã thay đổi cơ bản nền giáo dục thực dân cũ, xây dựng nền tảng cho một nền giáo dục mới: dân tộc, khoa học, đại chúng.

#### Giai đoạn 1954–1975
Giữa năm 1954, cơ quan Bộ Giáo dục chuyển từ xã Yên Nguyên, huyện Chiêm Hóa, tỉnh Tuyên Quang về huyện Đại Từ, Thái Nguyên để chuẩn bị về Hà Nội. Bộ đã chỉ đạo các trường trực thuộc và các địa phương có vùng mới giải phóng chuẩn bị các điều kiện cần thiết ban đầu để nhanh chóng phục hồi trường lớp.
Nhiều công việc đã được Bộ chú trọng triển khai thực hiện trong giai đoạn này: Mở các trường học sinh miền Nam trên đất Bắc để đón nhận các em học sinh miền Nam ra Bắc học tập; tiến hành cải cách giáo dục năm 1956 đã đặt cơ sở cho việc hình thành Hệ thống giáo dục phổ thông 10 năm gồm 3 cấp học.
Tháng 10/1965, Ủy ban Thường vụ Quốc hội quyết định phê chuẩn việc thành lập Bộ Đại học và Trung học Chuyên nghiệp, tách khỏi Bộ Giáo dục và bổ nhiệm đồng chí Tạ Quang Bửu làm Bộ trưởng.
Sau những năm phát triển giáo dục trong điều kiện hòa bình, lúc này trên toàn miền Bắc nạn mù chữ đã được thanh toán. Cũng trong giai đoạn này, phong trào thi đua "Hai tốt", "Cờ Ba nhất", "Sóng Duyên hải", "Gió đại phong", "Ba sẵn sàng"... phát triển rộng rãi với mô hình tiêu biểu là trường Phổ thông cấp II Bắc Lý (Hà Nam), trường Tiểu học Cẩm Bình (Hà Tĩnh), phong trào giáo dục xã Ngổ Luống (Hà Đông, Hà Nội). Hệ thống trường bổ túc công nông, trường phổ thông lao động được phát triển mạnh. Ở miền Bắc, mỗi ngày hàng triệu học sinh, sinh viên, các thầy cô giáo vẫn đội mũ rơm, khắc phục muôn vàn khó khăn đến trường học tập, giảng dạy. Hàng loạt trường trung học chuyên nghiệp mới được mở ra ở cả trung ương và địa phương. Mạng lưới các trường đại học và quy mô đào tạo không ngừng được mở rộng.
Tháng 10/1962, Tiểu ban Giáo dục thuộc Trung ương cục miền Nam được thành lập. Miền Bắc đã  chi viện 3000 cán bộ và tài liệu sách giáo khoa tạo điều kiện để phong trào giáo dục miền Nam lúc này có nhiều bước chuyển biến mới.
Hàng vạn thanh niên tiêu biểu của cả nước thời kỳ này đã được cử ra nước ngoài học tập trở thành những trí thức, nhà khoa học là nguồn lực to lớn, góp phần phụng sự kháng chiến thắng lợi, xây dựng Tổ quốc.

#### Giai đoạn 1975–1986
Sau khi Bộ trưởng Nguyễn Văn Huyên qua đời (10/1975), Thứ trưởng Hồ Trúc kiêm Bí thư Đảng đoàn phụ trách công việc chung của Bộ.
Tháng 7/1976 bà Nguyễn Thị Bình, nguyên Bộ trưởng Bộ Ngoại giao trong Chính phủ Cộng hòa miền Nam Việt Nam được cử làm Bộ trưởng Bộ Giáo dục.
Năm 1976, GS, PGS Nguyễn Đình Tứ, Thứ trưởng, Ủy viên dự khuyết TW Đảng khóa IV được cử làm Bộ trưởng Bộ Đại học và Trung học chuyên nghiệp thay Bộ trưởng Tạ Quang Bửu nghỉ hưu.
Tháng 1/1979, Bộ Chính trị ban Chấp hành Trung ương Đảng Cộng sản Việt Nam đã ban hành Nghị quyết về cải cách giáo dục. Việc cải cách bắt đầu từ giáo dục phổ thông, song song với việc tiến hành bồi dưỡng giáo viên, theo hướng cải cách giáo dục, từng bước cải cách sư phạm.
Trong thời kỳ này cũng đánh dấu việc thực hiện nhiệm vụ quốc tế với hai nước bạn Lào, Campuchia; mở rộng quan hệ hợp tác, đối ngoại đa dạng với Liên Xô, các nước XHCN ở Đông Âu...

#### Giai đoạn 1986–1995
Đại hội VI của Đảng Cộng sản Việt Nam tháng 12/1986 đã mở đầu cho công cuộc đổi mới toàn diện ở Việt Nam. Chủ trương của ngành trong thời kỳ này là đa dạng hóa các loại hình trường, lớp, các hình thức đào tạo, ban hành quy chế các trường, lớp dân lập, tư thục đã được triển khai.
Năm 1987, theo quyết định của Nhà nước, Ủy ban Bảo vệ và Chăm sóc trẻ em Trung ương được sáp nhập vào Bộ Giáo dục; nhà trẻ, mẫu giáo hợp nhất lại thành ngành học Mầm non, nay còn gọi là bậc học Mầm non. Bộ trưởng Bộ Giáo dục thời kỳ này là GS, Viện sĩ Phạm Minh Hạc.
Năm 1988: sáp nhập Tổng cục Dạy nghề vào Bộ Đại học và Trung học chuyên nghiệp thành Bộ Đại học, Trung học Chuyên nghiệp và Dạy nghề.
Năm 1990 Chính phủ quyết định thành lập Bộ Giáo dục và Đào tạo trên cơ sở sáp nhập Bộ Giáo dục, Bộ Đại học, Trung học chuyên nghiệp và Dạy nghề. Bộ Giáo dục và Đào tạo quản lý thống nhất hệ thống giáo dục quốc dân từ mầm non đến giáo dục đại học và sau đại học. GS.TS Trần Hồng Quân, Ủy viên Ban chấp hành Trung ương Đảng khóa 7 được bầu giữ chức bộ trưởng Bộ Giáo dục và Đào tạo.

#### Giai đoạn 1996 đến nay
Từ năm 1996 đến nay, Bộ Giáo dục và Đào tạo lần lượt qua các thời kỳ lãnh đạo của các Bộ trưởng: Bộ trưởng Nguyễn Minh Hiển, Bộ trưởng Nguyễn Thiện Nhân, Bộ trưởng Phạm Vũ Luận, Bộ trưởng Phùng Xuân Nhạ và từ ngày 8 tháng 4 năm 2021 đến nay là Bộ trưởng Nguyễn Kim Sơn.
Giáo dục trong giai đoạn này đã đáp ứng được cơ bản nhu cầu học tập ngày càng tăng của nhân dân. Thực hiện được các mục tiêu lớn trong Chiến lược phát triển giáo dục: nâng cao dân trí, đào tạo nhân lực, bồi dưỡng nhân tài phục vụ cho sự nghiệp phát triển đất nước và hội nhập quốc tế thành công.
Trong giai đoạn đổi mới, đặc biệt sau khi triển khai thực hiện Nghị quyết Đại hội Đảng lần thứ XI và Nghị quyết số 29-NQ/TW về đổi mới căn bản, toàn diện giáo dục và đào tạo, giáo dục đã đạt được những thành tựu to lớn, góp phần quan trọng vào sự nghiệp công nghiệp hóa, hiện đại hóa và hội nhập quốc tế của đất nước.
Hệ thống trường lớp và quy mô giáo dục phát triển nhanh, thực hiện nền giáo dục toàn dân, đáp ứng nhu cầu học tập ngày càng tăng của nhân dân và nâng cao trình độ đào tạo, trình độ và kỹ năng nghề nghiệp cho người lao động. Công bằng xã hội trong tiếp cận giáo dục có nhiều tiến bộ, nhất là đối với người dân tộc thiểu số, lao động nông thôn, các đối tượng chính sách và người có hoàn cảnh khó khăn, bình đẳng giới được bảo đảm. Chất lượng giáo dục và đào tạo được nâng lên, góp phần đáp ứng yêu cầu nhân lực phục vụ cho phát triển kinh tế - xã hội, xây dựng và bảo vệ Tổ quốc. Công tác phát triển đội ngũ được đặc biệt chú trọng để củng cố và đổi mới. Cơ sở vật chất kỹ thuật của hệ thống giáo dục và đào tạo được tăng thêm và từng bước hiện đại hóa. Xã hội hóa giáo dục và hợp tác quốc tế được đẩy mạnh, đạt nhiều kết quả quan trọng.

## Chức năng và nhiệm vụ[5]
Bộ Giáo dục và Đào tạo thực hiện các nhiệm vụ, quyền hạn theo quy định tại Nghị định 37/2025/NĐ-CP của Chính phủ quy định chức năng, nhiệm vụ, quyền hạn và cơ cấu tổ chức của bộ, cơ quan ngang bộ. Bên cạnh đó, Bộ thực hiện nhiệm vụ quy định mục tiêu giáo dục, đào tạo phù hợp với các cấp học và trình độ đào tạo của hệ thống giáo dục quốc dân thuộc phạm vi quản lý nhà nước của bộ; ban hành chương trình giáo dục mầm non, giáo dục phổ thông, giáo dục thường xuyên; ban hành, cập nhật và hướng dẫn danh mục giáo dục, đào tạo cấp IV trình độ trung cấp sư phạm, cao đẳng sư phạm, đại học, thạc sĩ, tiến sĩ; quy chế đào tạo và liên kết đào tạo.
Bộ có nhiệm vụ quy định khối lượng kiến thức tối thiểu, yêu cầu về năng lực mà người học đạt được sau khi tốt nghiệp trung cấp sư phạm, cao đẳng sư phạm, đại học, thạc sĩ, tiến sĩ; quy trình xây dựng, thẩm định và ban hành chương trình đào tạo trình độ trung cấp sư phạm, cao đẳng sư phạm, đại học, thạc sĩ, tiến sĩ; các môn học bắt buộc trong chương trình đào tạo đối với các trình độ đào tạo của cơ sở giáo dục đại học có vốn đầu tư nước ngoài.
Về sách giáo khoa, giáo trình và tài liệu, Bộ Giáo dục và Đào tạo quy định việc biên soạn, thẩm định, phê duyệt tài liệu được phép sử dụng; hướng dẫn việc lựa chọn tài liệu trong các cơ sở giáo dục mầm non; quy định tiêu chuẩn, quy trình biên soạn, chỉnh sửa sách giáo khoa; quy định nhiệm vụ, quyền hạn, phương thức hoạt động, tiêu chuẩn, số lượng và cơ cấu thành viên của Hội đồng quốc gia thẩm định sách giáo khoa; ban hành tiêu chí đánh giá sách giáo khoa và phê duyệt sách giáo khoa được phép sử dụng trên cơ sở kết quả thẩm định của Hội đồng quốc gia thẩm định sách giáo khoa; hướng dẫn việc lựa chọn sách giáo khoa trong các cơ sở giáo dục phổ thông.
Quy định việc tổ chức biên soạn, lựa chọn, thẩm định, duyệt và sử dụng tài liệu giảng dạy, giáo trình đào tạo trình độ trung cấp sư phạm, cao đẳng sư phạm, đại học, thạc sĩ, tiến sĩ; tổ chức biên soạn giáo trình các môn lý luận chính trị, quốc phòng và an ninh để làm tài liệu sử dụng thống nhất trong giảng dạy, học tập trình độ trung cấp sư phạm, cao đẳng sư phạm, đại học, thạc sĩ, tiến sĩ.
Bộ Giáo dục và Đào tạo còn có nhiệm vụ ban hành chuẩn quốc gia đối với cơ sở giáo dục, đào tạo thuộc phạm vi quản lý nhà nước của bộ theo khung cơ cấu hệ thống giáo dục quốc dân và khung trình độ quốc gia Việt Nam; hướng dẫn chi tiết thực hiện phân tầng, xếp hạng các cơ sở giáo dục đại học định hướng nghiên cứu, định hướng ứng dụng; điều kiện đảm bảo chất lượng tối thiểu để thực hiện chương trình đào tạo.

## Lãnh đạo hiện nay
- Bộ trưởng: Nguyễn Kim Sơn, Ủy viên Trung ương Đảng, Bí thư Đảng ủy Bộ
- Thứ trưởng:

1. Phạm Ngọc Thưởng, Phó Bí thư thường trực Đảng ủy Bộ
2. Nguyễn Văn Phúc, Chủ nhiệm UBKT Đảng ủy Bộ
3. Hoàng Minh Sơn
4. Nguyễn Thị Kim Chi
5. Lê Tấn Dũng

## Cơ cấu tổ chức

### Các đơn vị thực hiện chức năng quản lý nhà nước và đơn vị sự nghiệp công lập
(Theo Điều 3, Nghị định số 37/2025/NĐ-CP ngày 26 tháng 2 năm 2025 của Chính phủ và Khoản 6, Điều 4, Nghị định số 109/2025/NĐ-CP ngày 20 tháng 5 năm 2025 của Chính phủ)

#### Các đơn vị thực hiện chức năng quản lý nhà nước
- Văn phòng Bộ
- Vụ Tổ chức cán bộ
- Vụ Kế hoạch - Tài chính
- Vụ Giáo dục Mầm non
- Vụ Giáo dục Phổ thông
- Vụ Giáo dục Đại học
- Vụ Giáo dục Quốc phòng và An ninh
- Vụ Học sinh, sinh viên
- Vụ Pháp chế
- Cục Quản lý chất lượng
- Cục Hợp tác quốc tế
- Cục Nhà giáo và Cán bộ quản lý giáo dục
- Cục Khoa học, Công nghệ và Thông tin
- Cục Giáo dục nghề nghiệp và Giáo dục thường xuyên

#### Các đơn vị sự nghiệp công lập
- Viện Khoa học Giáo dục Việt Nam
- Báo Giáo dục và Thời đại
- Tạp chí Giáo dục

### Các đơn vị sự nghiệp công lập khác
(Theo Quyết định số 1723/QĐ-TTg ngày 12 tháng 8 năm 2025 của Thủ tướng Chính phủ)
1. Đại học Quốc gia Hà Nội
2. Đại học Quốc gia Thành phố Hồ Chí Minh
3. Đại học Đà Nẵng
4. Đại học Huế
5. Đại học Thái Nguyên
6. Đại học Bách khoa Hà Nội
7. Đại học Cần Thơ
8. Đại học Kinh tế Quốc dân
9. Đại học Kinh tế Thành phố Hồ Chí Minh
10. Trường Đại học Đà Lạt
11. Trường Đại học Đồng Tháp
12. Trường Đại học Giao thông Vận tải
13. Trường Đại học Hà Nội
14. Trường Đại học Kiên Giang
15. Trường Đại học Luật Thành phố Hồ Chí Minh
16. Trường Đại học Mỏ - Địa chất
17. Trường Đại học Mở Hà Nội
18. Trường Đại học Mở Thành phố Hồ Chí Minh
19. Trường Đại học Mỹ thuật Công nghiệp
20. Trường Đại học Ngoại thương
21. Trường Đại học Nha Trang
22. Trường Đại học Nông Lâm Thành phố Hồ Chí Minh
23. Trường Đại học Quy Nhơn
24. Trường Đại học Sư phạm Hà Nội
25. Trường Đại học Sư phạm Hà Nội 2
26. Trường Đại học Sư phạm Kỹ thuật Hưng Yên
27. Trường Đại học Sư phạm Kỹ thuật Nam Định
28. Trường Đại học Sư phạm Kỹ thuật Vinh
29. Trường Đại học Sư phạm Kỹ thuật Thành phố Hồ Chí Minh
30. Trường Đại học Sư phạm Kỹ thuật Vĩnh Long
31. Trường Đại học Sư phạm Nghệ thuật Trung ương
32. Trường Đại học Sư phạm Thành phố Hồ Chí Minh
33. Trường Đại học Sư phạm Thể dục Thể thao Hà Nội
34. Trường Đại học Sư phạm Thể dục Thể thao Thành phố Hồ Chí Minh
35. Trường Đại học Tây Bắc
36. Trường Đại học Tây Nguyên
37. Trường Đại học Thương mại
38. Trường Đại học Việt Đức
39. Trường Đại học Vinh
40. Trường Đại học Xây dựng Hà Nội
41. Học viện Quản lý giáo dục
42. Trường Cao đẳng Sư phạm Trung ương
43. Trường Cao đẳng Sư phạm Trung ương - Nha Trang
44. Trường Cao đẳng Sư phạm Trung ương Thành phố Hồ Chí Minh
45. Trường Cao đẳng nghề Kỹ thuật công nghệ
46. Trường Cao đẳng Kỹ nghệ Dung Quất
47. Trường Cao đẳng Kỹ nghệ II
48. Trường Cao đẳng Xây dựng số 1
49. Trường Cao đẳng Xây dựng Thành phố Hồ Chí Minh
50. Trường Cao đẳng Xây dựng Nam Định
51. Trường Cao đẳng Xây dựng Công trình đô thị
52. Trường Cao đẳng nghề Việt - Xô số 1
53. Trường Cao đẳng Công nghệ Quốc tế Lilama 2
54. Trường Cao đẳng Cơ giới Xây dựng
55. Trường Cao đẳng Xây dựng và Công nghệ - Xã hội
56. Trường Cao đẳng Kỹ thuật và Nghiệp vụ Hà Nội
57. Trường Trung cấp nghề Cơ khí xây dựng
58. Trường Cán bộ quản lý giáo dục Thành phố Hồ Chí Minh
59. Trường Hữu nghị 80
60. Trường Hữu nghị T78
61. Viện Nghiên cứu cao cấp về Toán
62. Viện Nghiên cứu Thiết kế trường học
63. Trung tâm Đào tạo khu vực của SEAMEO tại Việt Nam
64. Trung tâm khu vực về học tập suốt đời của tổ chức SEAMEO tại Việt Nam
65. Ban Quản lý các dự án Bộ Giáo dục và Đào tạo

### Các đơn vị hữu quan
- Công đoàn Giáo dục Việt Nam
- Hội đồng Giáo sư Nhà nước
- Văn phòng Hội đồng Quốc gia Giáo dục và Phát triển Nhân lực
- Hội Khuyến học Việt Nam
- Hội Cựu Giáo chức Việt Nam
- Hiệp hội các trường đại học, cao đẳng Việt Nam

### Các doanh nghiệp
- Công ty TNHH MTV Nhà Xuất bản Giáo dục Việt Nam
- Công ty TNHH MTV Thiết bị Giáo dục Nghề nghiệp

## Thứ trưởng qua các thời kỳ
- Võ Thuần Nho
- Lê Liêm - Ủy viên Dự khuyết khóa III
- Lê Văn Giạng
- Hồ Trúc
- Bùi Thanh Khiết (1976 - 1981)
- Nguyễn Cảnh Toàn (1976 - 1989)
- Đặng Quốc Bảo
- Nghiêm Chưởng Châu
- Vũ Ngọc Hải
- Trần Chí Đáo
- Hoàng Xuân Tùy
- Mai Hữu Khuê
- Hồng Long
- Trần Xuân Nhĩ
- Lương Ngọc Toản
- Lê Vũ Hùng (1998 - 2003) (qua đời khi đang tại nhiệm)
- Nguyễn Tấn Phát (2001 - 2006)
- Đặng Huỳnh Mai (2002 - 2008)
- Nguyễn Văn Vọng (7/1998 - 9/2007)
- Trần Văn Nhung (4/2001 - 10/2008)
- Bành Tiến Long (6/2004 - 5/2009)
- Phạm Vũ Luận (6/2004 - 6/2010)
- Trần Quang Quý (11/2009 - 5/2014)
- Nguyễn Vinh Hiển (12/2007 - 9/2016)
- Bùi Văn Ga (7/2010 - 11/2017)
- Phạm Mạnh Hùng (10/2012 - 10/2018)
- Nguyễn Thị Nghĩa (6/2009 - 09/2019)
- Nguyễn Hữu Độ (9/2017 - 6/2023)
- Nguyễn Văn Phúc (9/2017 - nay)
- Lê Hải An (11/2018 - 10/2019) (qua đời khi đang tại nhiệm)
- Phạm Ngọc Thưởng (2/2020 - nay)
- Ngô Thị Minh (9/2020 - 1/2024)
- Hoàng Minh Sơn (10/2020 - nay)
- Nguyễn Thị Kim Chi (2/2024 - nay)